# مانوكود جوبي
مانوكود جوبي (الاسم العلمي: Manucodia jobiensis)، نوع من المانوكود وفصيلة طائر الجنة.
ينتشر في غابات الأراضي المنخفضة في جزيرة جوبي وشمال غينيا الجديدة. نظامه الغذائي يتكون بشكل أساسي من الفواكه والمفصليات. وهو كبافي أنواع المانوكود، أحادي الزواج.
وهو واحد من أكثر طيور الجنة شيوعًا في نطاقه.

## النويعات
- Manucodia jobiensis jobiensis
- Manucodia jobiensis rubiensis